# Саут-Вільямспорт (Пенсільванія)
Саут-Вільямспорт (англ. South Williamsport) — місто (англ. borough) в США, в окрузі Лайкомінг штату Пенсільванія. Населення — 6261 особа (2020).

## Географія
Саут-Вільямспорт розташований за координатами 41°13′46″ пн. ш. 77°0′2″ зх. д. / 41.22944° пн. ш. 77.00056° зх. д. (41.229388, -77.000475).  За даними Бюро перепису населення США в 2010 році місто мало площу 5,60 км², з яких 4,89 км² — суходіл та 0,71 км² — водойми.

## Демографія
Згідно з переписом 2010 року, у селищі мешкало 6379 осіб у 2744 домогосподарствах у складі 1704 родин. Густота населення становила 1139 осіб/км².  Було 2935 помешкань (524/км²).
Расовий склад населення:
| - 97,5 % — білих - 0,9 % — чорних або афроамериканців - 0,2 % — азіатів - 0,1 % — корінних американців |

До двох чи більше рас належало 1,2 %. Частка іспаномовних становила 0,7 % від усіх жителів.
За віковим діапазоном населення розподілялося таким чином: 21,8 % — особи молодші 18 років, 62,0 % — особи у віці 18—64 років, 16,2 % — особи у віці 65 років та старші. Медіана віку мешканця становила 39,9 року. На 100 осіб жіночої статі у селищі припадало 94,9 чоловіків;  на 100 жінок у віці від 18 років та старших — 93,7 чоловіків також старших 18 років.
Середній дохід на одне домашнє господарство  становив 52 152 долари США (медіана — 40 027), а середній дохід на одну сім'ю — 69 995 доларів (медіана — 68 286). Медіана доходів становила 45 710 доларів для чоловіків та 32 055 доларів для жінок. За межею бідності перебувало 14,0 % осіб, у тому числі 18,5 % дітей у віці до 18 років та 5,7 % осіб у віці 65 років та старших.
Цивільне працевлаштоване населення становило 3183 особи. Основні галузі зайнятості: освіта, охорона здоров'я та соціальна допомога — 25,4 %, виробництво — 13,2 %, транспорт — 11,4 %.